# قلصادة قلعة رباح
قلصادة قلعة رباح (بالإسبانية: Calzada de Calatrava) وإليها ينسب عالم الرياضيات والرحالة أبو الحسن علي القلصادي هي إحدى بلديات مقاطعة سيوداد ريال إحدى مقاطعات إسبانيا، والتي تقع في منطقة قشتالة والمنشف وسط إسبانيا. بلغ عدد سكانها 4.489 نسمة وفقاً لإحصائية سنة (2007).

## أعلام
- بيدرو ألمودوبار
- اغوستين المودوفار
- أبو الحسن علي القلصادي